# Sassari-Cagliari 1965
La Sassari-Cagliari 1965, conosciuta come Gran Premio Alghero, quindicesima edizione della corsa, si svolse il 28 febbraio 1965 su un percorso di 162 km. La vittoria fu appannaggio del belga Rik Van Looy, che completò il percorso in 4h00'26", precedendo il connazionale Edward Sels ed il francese  Jean Graczyk.
Sul traguardo di Alghero 49 ciclisti portarono a termine la competizione. 

## Ordine d'arrivo (Top 10)
| Pos. | Corridore        | Squadra            | Tempo    |
| ---- | ---------------- | ------------------ | -------- |
| 1    | Rik Van Looy     | Solo-Superia       | 4h00'26" |
| 2    | Edward Sels      | Solo-Superia       | s.t.     |
| 3    | Jean Graczyk     | Ford France-Gitane | s.t.     |
| 4    | Adriano Durante  | Ignis              | s.t.     |
| 5    | Bruno Fantinato  | Salvarani          | s.t.     |
| 6    | Marino Vigna     | Ignis              | s.t.     |
| 7    | Raffaele Marcoli | Maino              | s.t.     |
| 8    | Willy Derboven   | Solo-Superia       | s.t.     |
| 9    | Franco Cribiori  | Ignis              | s.t.     |
| 10   | Arie den Hartog  | Ford France-Gitane | s.t.     |